# 1-я Краинская пролетарская ударная бригада
1-я Краинская пролетарская ударная бригада (сербохорв. Прва крајишка пролетерска ударна бригада / Prva krajiška proleterska udarna brigada) — воинское формирование Народно-освободительной армии Югославии, участвовавшее в Народно-освободительной войне.

## История

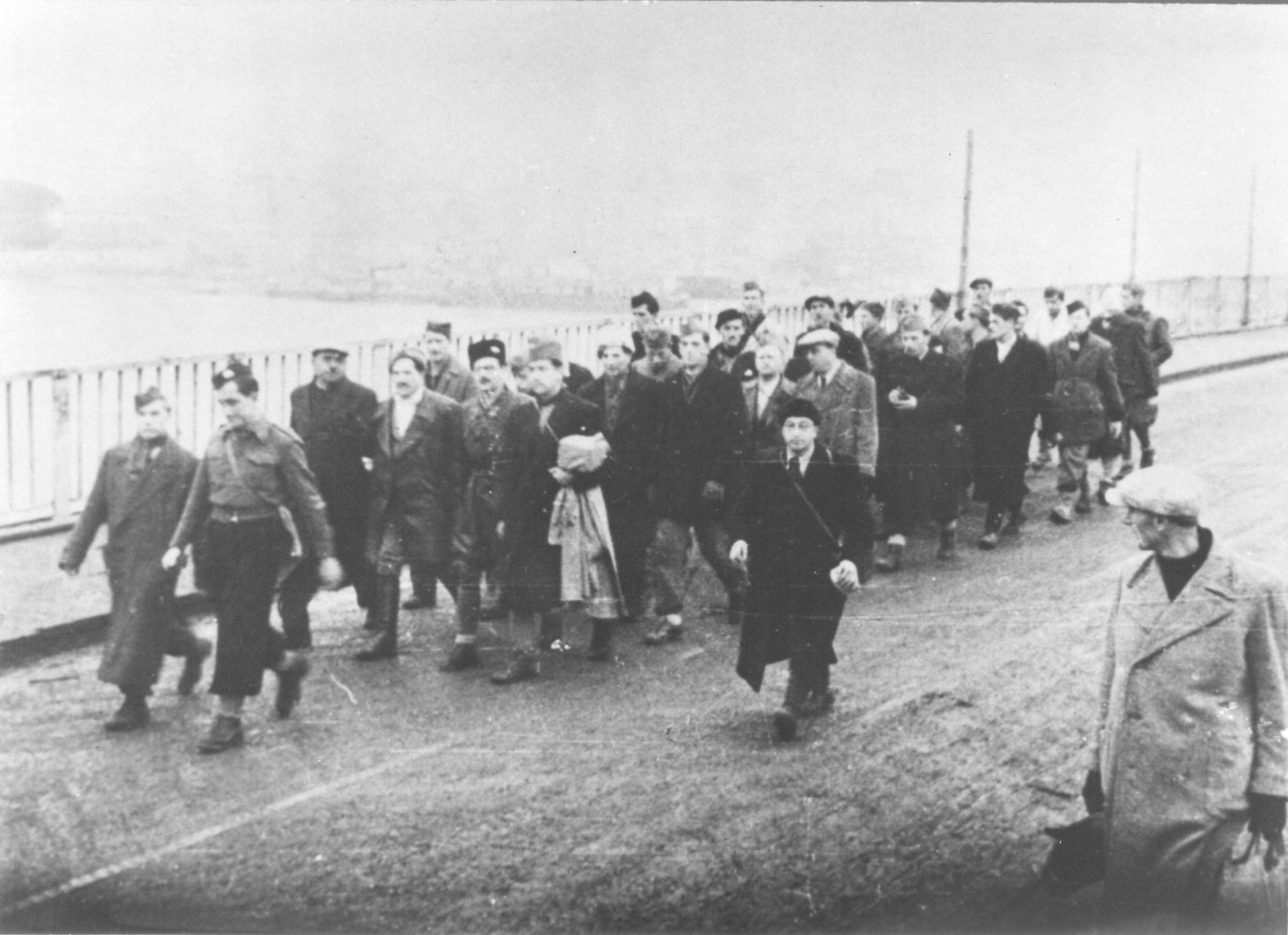
Солдаты 5-го Словенского батальона 1-й Краинской пролетарской ударной бригады идут из Белграда на Сремский фронт

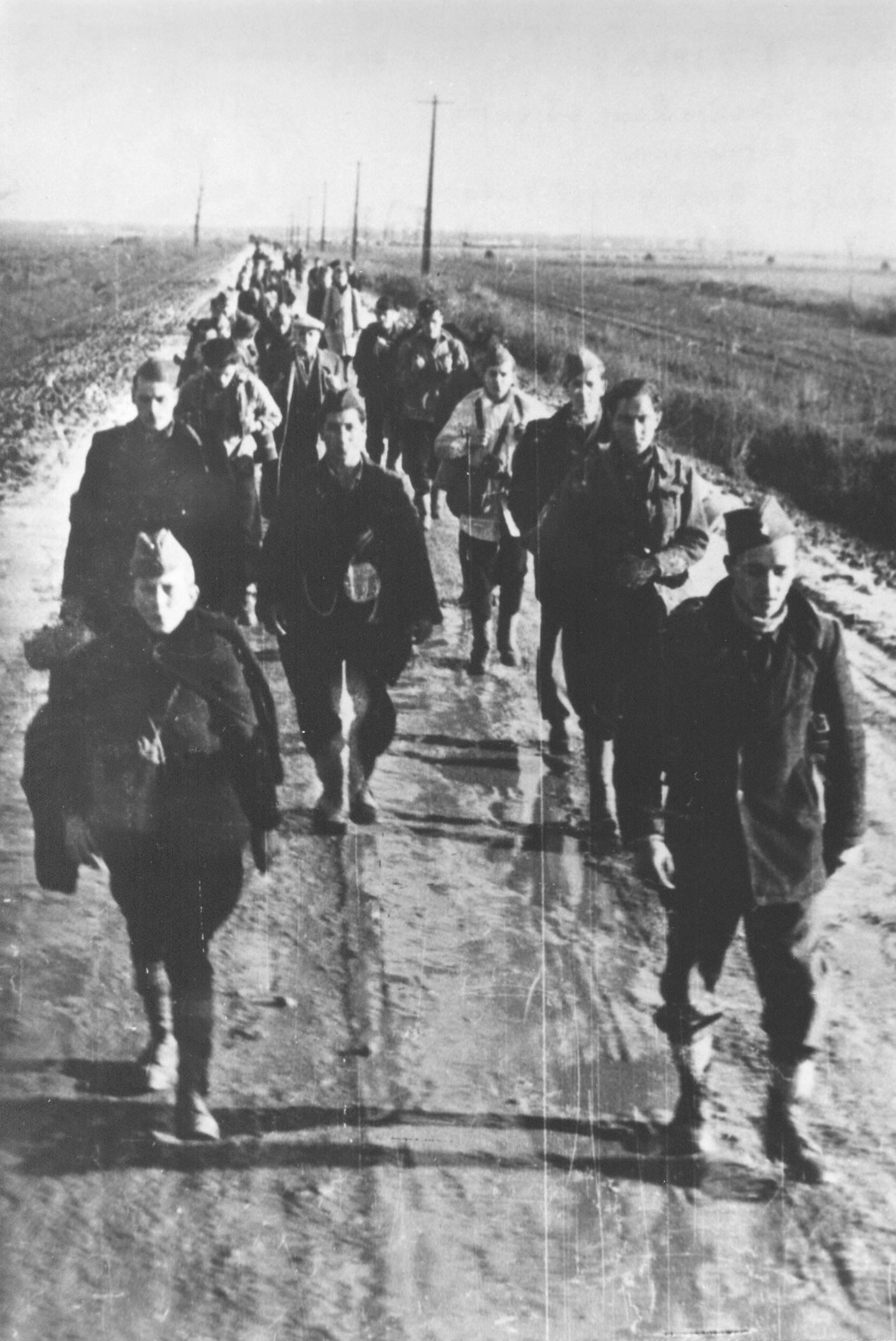
Солдаты 5-го Словенского батальона 1-й Краинской пролетарской ударной бригады идут в Сремску-Митровицу

Бригада образована после освобождения Приедора 21 мая 1942 в селе Ламовита. В состав бригады вошли бойцы 1-го, 2-го, 3-го и 5-го Краинских партизанских отрядов. Численность бойцов составляла 1186 человек (4 батальона), из них 284 состояли в КПЮ и 300 в СКМЮ. Первым командиром дивизии были Ивица Марушич, а политруком Велимир Стойнич (оба Народные герои).
Боевое крещение бригада приняла после боёв с двумя отрядами домобранцев из Баня-Луки и полка четников «Маняча». Во время битвы за Козару 11 июня 1942 бригада вступила в бой за железнодорожную станцию Пискавица, нанеся большие потери неприятелю (погибло 50 человек, было ранено 53). В ходе боёв бригада отвлекала силы противника от 2-го Краинского партизанского отряда, засевшего на Козаре: 3 июля 1942 бригадой был взят Добрлин, а позднее была разгромлена 3-я рота 3-го домобранского полка. Бригада вела упорные бои за Босански-Нови и Дубицу. В конце июля — начале августа бригада освободила Ключ и Саницу, атаковала Купрес и взяла Мрконич-Град. На горе Маняче в течение 25 дней бригада отбивала атаки 714-й пехотной дивизии вермахта и боснийских четников.
25 сентября 1942 после взятия Яйце бригада вела упорные бои с несдавшимися частями немецкого гарнизона. После разгрома немцев бригада получила личную благодарность от верховного главнокомандующего Иосипа Броза Тито и была принята им 29 сентября. В октябре 1942 года на Маняче была разбита рота 716-й пехотной дивизии вермахта. С 2 по 4 ноября 1942 бригада участвовала в Бихачской операции, а её 2-й батальон внёс большой вклад во взятие Бихача. 9 ноября 1942 бригада вошла в состав 5-й Краинской дивизии, командовал бригадой в то время народный герой Славко Родич.
Бригада прошла много боёв под командованием Родича: сражалась за Босански-Нови и Сански-Мост, во время Четвёртого антипартизанского наступления вела бои против 718-й пехотной дивизии и 3-го горного отряда на линии Сански-Мост — Ключ — Босански-Петровац. Действия бригады близ Пауновца и Эминоваца позволили собрать силы для обороны территории между реками Рамой и Неретвой.
В марте 1943 года 1-я Краинская бригада перебралась в Центральную Боснию, где взяла Тешань и Котор-Варош, отбивая атаки 114-й егерской дивизии. После взятия Фойницы в конце июня бригада взяла Какань, захватив рудники, а 19 июля близ Хан-Плоче разбила роту 7-й дивизии СС «Принц Ойген». В ночь с 10 на 11 августа 1943 на аэродроме Райловац силами бригады были выведены из строя 34 самолёта (17 сгорели), за что бригада снова получила благодарность от Верховного командования.
Во второй половине 1943 года бригада от Травника и Висока через Герцеговину, Восточную Боснию и Санджак совершила марш-бросок в Сербию. Близ Вышеграда бригада разбила Златиборскую бригаду четников и итальянский артиллерийский дивизион. В регионе Златибор-Ужице партизаны одолели объединённое войско четников, немцев и болгар, проявив себя в битве на Кремне. Во время операции «Кугельблиц» бригада форсировала Дрину, сожгла мост, обошла Конюх и снова вернулась к Дрине. 13 января 1944 была освобождена Фоча. К середине марта бригада снова была в Сербии, после двухмесячных боёв на Ибре, Голии, около Косерича и Валево, бригада добралась до Андриевицы и Чакора, освободив Плав и Гусине и выйдя к албанской границе.
Третья попытка прорыва в Сербию увенчалась успехом после боёв за Копаоник и Куршумлие, на аэродроме Крусевча и железнодорожной станции Витковац, освобождения Ариле и штурма Ужицы, боёв под Смедеревской-Паланкой и встреч с советскими частями. В октябре 1944 года во время Белградской операции, боёв за Смедерево, Гроцко, Авало и разгроме группы корпусов «Штетнер» 1-я Краинская бригада была наиболее активной. На Сремском фронте она потеряла 470 человек, из них 130 убитыми. После прорыва Сремского фронта бригада взяла Брчко, а 9 мая 1945 близ Марии-Бистрицы завершила свой боевой путь.
Бригада прошла 21 тысячу километров, потеряв 1309 убитыми и 3850 ранеными. Шесть раз она удостаивалась благодарности от Иосипа Броза Тито. 17 военнослужащих бригады стали Народными героями Югославии. За свои заслуги в войне 22 декабря 1951 бригада получила звание 16-й Пролетарской ударной бригады. Была награждена Орденами Народного героя (21 мая 1975), Партизанской Звезды, Национального освобождения и Братства и единства.